# 銃砲・刀剣・火薬類等の団束法安全管理に関する法律
銃砲・刀剣・火薬類等団束法（じゅうほうとうけんかやくるいとうだんそくほう／총포·도검·화약류 등 단속법）は、大韓民国における銃砲・刀剣・火薬類・噴射機・電子衝撃器・射弓の製造・取引・所持・使用その他の取扱に関する事項を規制して銃砲・刀剣・火薬類・噴射機・電子衝撃器・射弓による危険及び災害をあらかじめ防止することにより公共の安全を維持するのに寄与することを目的とした法律（1984年法律第3743号）である。
本法では、銃砲・刀剣・火薬類・噴射機・電子衝撃器・射弓の製造・取引・所持・使用その他の取扱について規定している。
日本では、銃砲刀剣類、噴射機、電子衝撃器、射弓など武器の輸入、販売、譲渡、所持、使用についての取締は銃砲刀剣類所持等取締法、火薬類は火薬類取締法、武器の製造は武器等製造法でそれぞれ規制している。

## 構成
第1章 総則
法の目的、用語の定義などを規定している。
第2章 銃砲・刀剣・火薬類・噴射器・電子衝撃器・射弓の製造・販売等
銃砲・刀剣・火薬類・噴射器・電子衝撃器・射弓の製造・販売等の規制が定められている。
第3章 銃砲・刀剣・火薬類・噴射器・電子衝撃器・射弓の所持及び使用
銃砲・刀剣・火薬類・噴射器・電子衝撃器・射弓の所持及び使用の規制が定められている。
第4章 銃砲・刀剣・火薬類・噴射器・電子衝撃器・射弓の管理
銃砲・刀剣・火薬類・噴射器・電子衝撃器・射弓の管理が定められている。
第5章 監督
行政による銃砲・刀剣・火薬類・噴射機・電子衝撃器・射弓の製造業者・販売業者又は火薬類保存設置者等への監督の規定である。
第6章 銃砲・火薬安全技術協会
銃砲・火薬類・噴射機・電子衝撃器・射弓による危険と災害の予防のための安全器術の研究・開発及び行政官庁が委託する銃砲・火薬類・噴射機・電子衝撃器・射弓の安全に関する教育その他の業務を遂行する銃砲・火薬安全技術協会について定めている。
第7章 補則
第8章 罰則
附則